# 崇阳溪

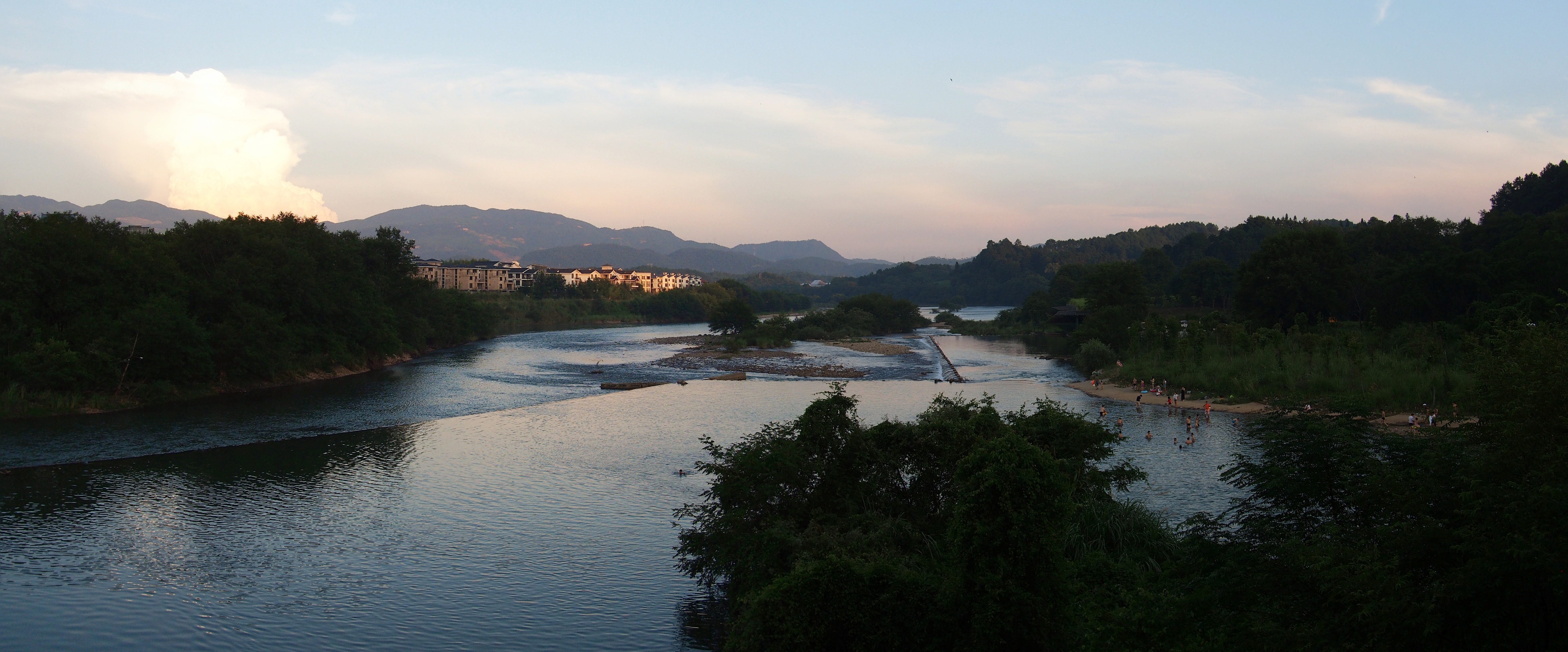
武夷山景区附近河段

崇阳溪，位于中华人民共和国福建省北部的一条河流，建溪右岸支流，上游称北溪河，发源于武夷山市岚谷乡樟村东北的铜钹山南麓，蜿蜒向西南流经吴屯乡、武夷山市区，于武夷街道三姑社区武夷宫右纳九曲溪后折向东南流，经兴田镇、南平市建阳区将口镇、建阳区城区等地，于建瓯市徐墩镇丰乐村黄石汇入建溪。河长162千米，流域面积5458平方千米，河道平均比降1.5‰。年均径流量36.09亿立方米。